# Strigno
Strigno (dt. veraltet Striegen) ist eine Fraktion  der Gemeinde Castel Ivano und war bis 2015 eine selbstständige Gemeinde (comune) im norditalienischen Trentino in der Region Trentino-Südtirol. Die Gemeinde Strigno gehörte zur Talgemeinschaft Comunità Valsugana e Tesino. Strigno liegt etwa 31 Kilometer östlich von Trient auf einer Höhe von 506 m.s.l.m. Patronatsfest des Orts ist die Unbefleckte Empfängnis am 8. Dezember.
Am 1. Januar 2016 schloss sich Strigno mit den Gemeinden Villa Agnedo und Spera zur neuen Gemeinde Castel Ivano zusammen. Die Gemeinde Strigno hatte am 31. Dezember 2015 1424 Einwohner auf einer Fläche von 12,22 km². Zu ihr gehörten die Fraktionen Latini, Lupi, Pellegrini und Tomaselli. Die Nachbargemeinden waren Bieno, Ivano Fracena, Pieve Tesino, Samone, Scurelle, Spera und Villa Agnedo.